# Фіматодес мінливий
Фімато́дес мінли́вий, хи́трик мінли́вий (лат. Phymatodes testaceus Linnaeus, 1758) — вид жуків з родини вусачів.

## Поширення
Ph. testaceus є пан'європейським видом в європейському зоогеографічному комплексі. Ареал охоплює всю Європу, Кавказ, Західну Росію, Малу Азію. В Карпатському регіоні вид розповсюджений в передгірних районах.

## Екологія
Зустрічається у листяних лісах, де часто є домінантом або субдомінантом серед вусачів. Дорослих комах можна побачити на стовбурах дерев, в купах дров, на стінах дерев’яних будівель тощо. Комахи не відвідують квітів. Личинка може розвиватися в деревині більшості листяних дерев, але переважно в грабі, буці, дубі та березі. Плодючість самок коливається від 100 до 130 яєць.

## Морфологія

### Імаго
Імаґо невеликих розмірів. Довжина тіла коливається в межах 6-18 мм. Забарвлення дуже мінливе. Переважно тіло рудого або бурого кольорів, часто затемнене, а надкрила бурого, рудого, зеленого, синього або фіолетового забарвлення. Передньоспинка вкрита дуже рідкими цятками, з гладенькими виступами на диску, іноді з темними плямами. Гемолімфа містить кантаридин.
Від інших видів роду відрізняється довгим першим члеником задньої лапки, який в 1,5 рази довший обох наступних разом взятих.

### Личинка
Особливістю морфології личинки є те, що голова дуже втягнена в передньоспинку і має по одному вічку при основах вусиків. Ноги слабко розвинені, майже непомітні. Мозолі на черевці дуже дрібно ґранульовані або вкриті дрібно-комірчастою скульптурою.

## Життєвий цикл
Розвиток личинки триває 2 роки.